# Marco Arnolfo

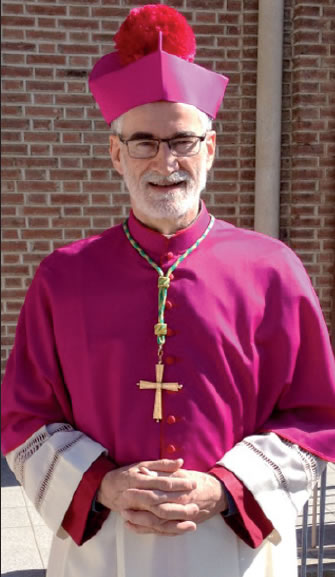
Erzbischof Marco Arnolfo (2014)

Marco Arnolfo (* 10. November 1952 in Cavallermaggiore, Provinz Cuneo, Italien) ist Erzbischof von Vercelli.

## Leben

Erzbischofswappen von Marco Arnolfo

Marco Arnolfo empfing am 25. Juni 1978 das Sakrament der Priesterweihe für das Erzbistum Turin. Er war anschließend Gemeindepfarrer und Pfarrvikar mehrerer Gemeinden im Großraum Turin. 1987 wurde Arnolfo Rektor des Knabenseminars des Erzbistums Turin, was er bis 2001 blieb. Von 2008 bis 2011 war er Bischofsvikar für den westlichen Bereich von Turin. Papst Benedikt XVI. verlieh Marco Arnolfo am 20. März 2010 den Titel Kaplan Seiner Heiligkeit (Monsignore).
Am 27. Februar 2014 ernannte ihn Papst Franziskus zum Erzbischof von Vercelli. Die Bischofsweihe spendete ihm der Erzbischof von Turin, Cesare Nosiglia, am 11. Mai desselben Jahres. Mitkonsekratoren waren sein Amtsvorgänger Enrico Masseroni und der Bischof von Biella, Gabriele Mana. Seit 2018 ist er Vizepräsident der Bischofskonferenz der Kirchenregion Piemont.